# Wour (département)
Pour l’article homonyme, voir Wour.
Le département de Wour est un des quatre départements composant la province du Tibesti au Tchad. Son chef-lieu est Wour.

## Communes
Le département de Wour compte quatre communes :
- Wour,
- Taou,
- Madigué,
- Kouribougoudi.

## Histoire
Le département de Wour a été créé par l'ordonnance n° 038/PR/2018 portant création des unités administratives et des collectivités autonomes du 10 août 2018.
Il correspond à une partie du département du Tibesti Ouest de 2008.

## Administration
Préfets de Wour (depuis 2018)
- nd.